# Eddie Kingston
Edward Moore (nacido el 12 de diciembre de 1981) es un luchador profesional estadounidense, con el sobrenombre de Eddie Kingston. Actualmente trabaja para All Elite Wrestling. Es conocido por su tiempo en Impact Wrestling bajo los nombres de Kingston y King. También es conocido por su trabajo en Chikara, AAW Wrestling, Combat Zone Wrestling, Independent Wrestling Association Mid-South, Pro Wrestling Guerrilla y Ring of Honor. Es el actual Campeón Peso Abierto STRONG de NJPW en su primer reinado.
Moore es dos veces campeón mundial al haber logrado ser una vez Campeón Mundial Peso Pesado de CZW y una vez Campeón Mundial de ROH.

## Carrera profesional de lucha libre

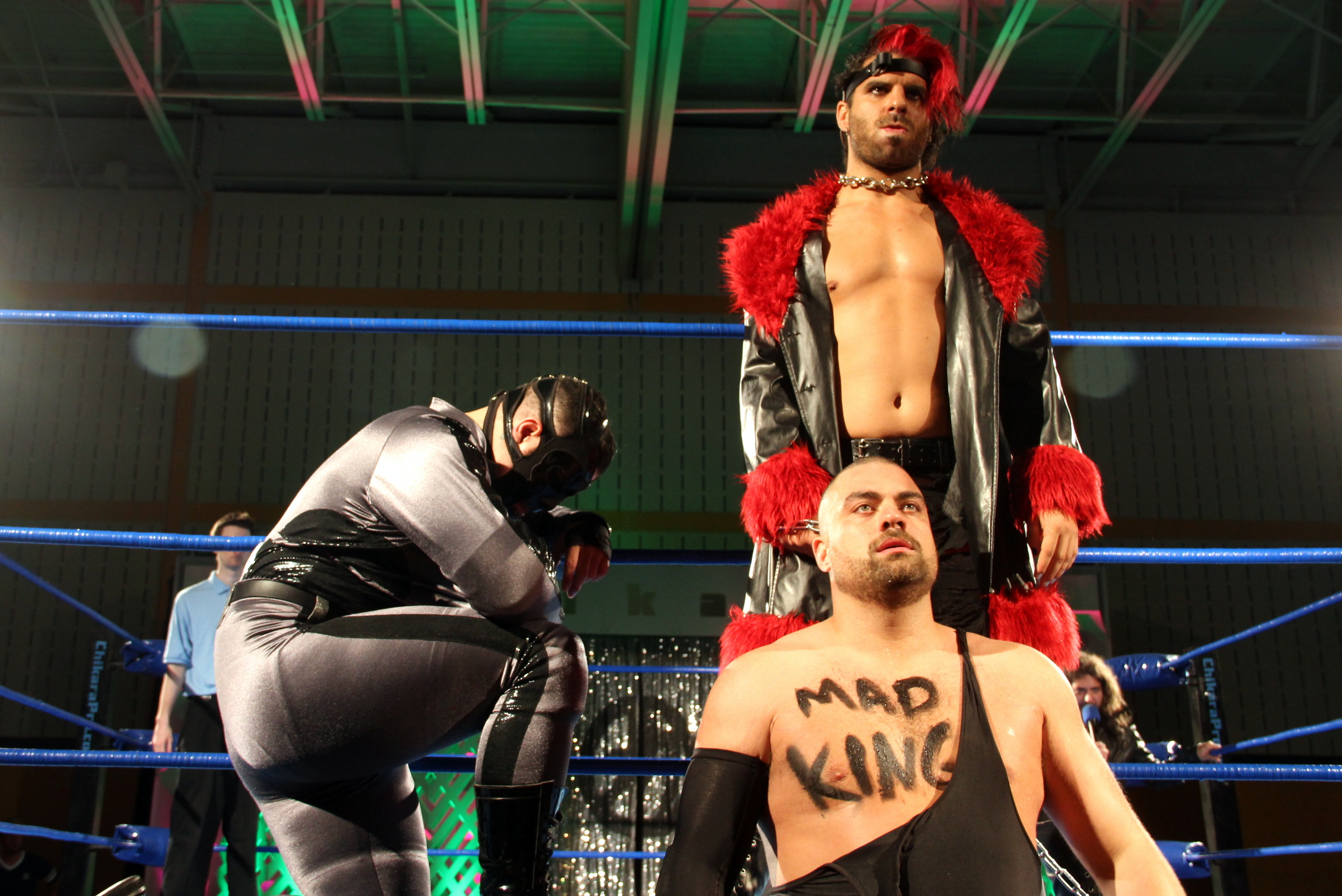
Volgar and Jimmy Jacobs and Eddie Kingston 2014

### Chikara (2002–2016)
Moore inicialmente entrenó junto a BlackJack Marciano y Jigsaw con Kevin Knight en la Independent Wrestling Federation en Woodland Park, Nueva Jersey (anteriormente West Paterson). Después de que Moore fuera expulsado de la escuela, se convirtió en parte de la segunda clase de estudiantes para entrenar en Chikara Wrestle Factory, donde Mike Quackenbush y Chris Hero le enseñaron.
Moore hizo su debut en la lucha profesional, bajo el nombre de Eddie Kingston, el 12 de octubre de 2002, en el séptimo evento de Chikara, donde él y BlackJack Marciano, el equipo conocido colectivamente como los comodines, derrotaron a Melvin Snodgrass y Lester Crabtree en un equipo de etiqueta. partido. En 2003 Kingston y Marciano comenzaron a pelear con Mister ZERO y UltraMantis , el equipo conocido colectivamente como Ultra / ZERO. La disputa llegó a su fin el 5 de julio, cuando Ultra / ZERO derrotó a los comodines en las semifinales del Gran Premio Mundial de Tag 2003, después de lo cual Kingston y Marciano se pelearon con Team FIST (Icarus (luchador)|Icarus]] y Gran Akuma). Al año siguiente, los comodines se unieron con Jigsaw para formar el trío tóxico, mientras que Ícaro y Akuma reclutaron la ayuda de Mike Quackenbush. El 22 de mayo de 2004, el Trío Tóxico se enfrentó a Icarus, Akuma y Quackenbush en un combate de Ultimate Jeopardy , donde el cabello de Kingston, Marciano e Icarus, las máscaras de Jigsaw y Akuma y los diversos cinturones de campeonato de Quackenbush estaban en juego. En el partido, Akuma obligó a Kingston a hacer tapping y, según lo estipulado en el partido, los dos comodines se afeitaron sin pelo, terminando efectivamente la pelea. El 18 de septiembre de 2004, los Wild Cards ganaron el IWA Mid-South Tag Team Championshipy disfrutó de un éxito razonable fuera de Chikara, hasta que una lesión en la rodilla obligó a Marciano a retirarse, disolviendo así al equipo. 
Después de tomarse un descanso de la lucha libre, Kingston regresó al ring en julio de 2005, convirtiéndose en técnico y haciendo equipo con Sabian, Equinox y Quackenbush para enfrentarse a The Kings of Wrestling (Chris Hero, Claudio Castagnoli, Gran Akuma y Arik Cannon). El 13 de agosto, Hero derrotó a Kingston en un combate individual, que llevaría a los dos a pelear entre sí en Combat Zone Wrestling, mientras que en Chikara se mantuvieron separados el uno del otro después del combate. Durante la mayoría de 2006, Kingston tuvo una rivalidad contra Larry Sweeney. Kingston y Sweeney intercambiaron muchos intercambios verbales y físicos durante meses, y la disputa culminó con un partido de la Correa de No Descalificación entre los dos en el último show del año de Chikara. Kingston ganó este partido y la pelea general. 
En 2007, Kingston se volvió rudo (villano) cuando fue atrapado en un combate por equipos de ocho hombres. Después de la pérdida, Kingston atacó a Hallowicked e intentó quitarse la máscara . La disputa resultante duró más de seis meses. Durante este tiempo, Kingston frecuentemente forzó a sus oponentes a usar una réplica de la máscara de Hallowicked. La disputa terminó cuando Kingston derrotó a Hallowicked en un partido de Falls Count Anywhere.
Kingston, junto con los miembros del establo BLKOUT Joker y Ruckus, pasaron a la final del torneo King of Trios 2008, quedando corto frente al equipo de El Pantera, Incógnito y Lince Dorado, cuando Kingston aprovechó el especial Chikara de Dorado. Después del torneo, Kingston no fue visto en Chikara durante dos meses, pero cuando regresó en mayo, rápidamente apuntó al hombre que lo había obligado a tocar en King of Trios, Lince Dorado. Kingston derrotó a Dorado en partidos individuales consecutivos el 13 de julio y el 10 de agosto, pero en ambas ocasiones Dorado se negó a quedarse abajo y rogó por más. El 7 de septiembre Kingston y Dorado se enfrentan en su tercer partido de individuales, que terminó cuando el árbitro Bryce Remsburg descalificó a Kingston debido a un "castigo excesivo". Sin embargo, una vez más, Dorado se negó a quedarse abajo y exigió que se reiniciara el partido. Después del reinicio, Kingston fue descalificado por Dorado y luego se fue, antes de declarar que había terminado con Dorado, ya que lo estaba volviendo mentalmente inestable con sus acciones. 
A finales de 2008, Kingston se uniría con Brodie Lee y Grizzly Redwood para formar una alianza que luego se llamaría The Roughnecks. A principios de 2009, The Roughnecks derrotó a la Orden del Templo Neo-Solar (UltraMantis Black , Crossbones y Sami Callihan) para avanzar al Rey de Tríos de 2009 , donde terminaron siendo eliminados en la primera ronda por Team Uppercut (Claudio Castagnoli, Bryan Danielson y Dave Taylor). Después de la pérdida, Kingston comenzó una pelea con Castagnoli, alegando que había sido avergonzado y faltado al respeto. El 24 de mayo de 2009, a lasAniversario Yang Kingston, quien había afirmado ser capaz de superar a Castagnoli, lo cubrió limpiamente con un rollo de Oklahoma. Después de que Castagnoli derrotó a Kingston a través de la cuenta atrás en la Copa Young Lions 2009, los dos fueron reservados en un "Respect Match" en la final de la temporada ocho Three-Fisted Tales , donde el perdedor del partido tuvo que mostrar Respeto al ganador. Castagnoli ganó el partido, pero en lugar de mostrar respeto, Kingston lo tendió con un puño giratorio, luego de afirmar que tanto él como su excompañero de equipo (Chris Hero) son turbios y no merecen el respeto de nadie. Al final del evento, las sospechas de Kingston sobre Castagnoli se demostraron correctas cuando se volviórudo y formó el estable Bruderschaft des Kreuzes (BDK). 
El 31 de enero de 2010, en el estreno de la novena temporada, Kingston, ahora técnico, reemplazó a Lince Dorado, luego de que encendió a sus compañeros de equipo técnico y se unió a BDK, y se unió a Mike Quackenbush, Jigsaw y Equinox en un equipo de ocho hombres. partido contra Castagnoli, Ares , Tursas y Dorado. BDK ganó el partido, cuando Castagnoli cubrió a Kingston después de un golpe bajo. Después del partido, Kingston una vez más se negó a mostrar respeto a Castagnoli y, por lo tanto, fue derrotado. El 21 de marzo, Kingston volvió a encender su viejo feudo con el nuevo recluta de BDK, Lince Dorado, enfrentándolo en un partido de individuales. Dorado ganó por descalificación quitándose la máscara detrás de los árbitros y arrojándola a Kingston, que la sostenía cuando el árbitro se dio la vuelta. Esta es una descalificación automática según las reglas de lucha libre. Después del partido, Kingston atacó a Dorado, al tiempo que se ocupó de los miembros de BDK Pinkie Sanchez, Sara Del Rey y Tim Donst, que intentaron salvar, antes de que Castagnoli lo detuviera, quien una vez más exigió el respeto que se le debía. de los cuentos de tres puños. El 23 de mayo Kingston estaba listo para luchar contra uno de sus ídolos,Tommy Dreamer , en el show del octavo aniversario de Chikara, pero el partido fue arruinado por una interferencia de Castagnoli y Ares. Después de que Dreamer ayudó a Kingston a cuidar de BDK, los dos hicieron un desafío para un combate por equipos para el show del 25 de julio de Chikara en The Arena en Filadelfia. El 25 de julio en Chikarasaurus Rex: King of Show Kingston y Dreamer fueron derrotados en un combate de equipo sin título por Ares y Castagnoli. [18] El 23 de octubre, Kingston representó a Chikara en el torneo torneo cibernético , donde los originales de la compañía se enfrentaron a BDK. Eliminó a Daizee Hazey Sara Del Rey del partido, antes de quedar atrapados en una desventaja de dos contra uno contra los miembros de BDK Claudio Castagnoli y Tursas. Castagnoli fue descalificado del partido, después de que Kingston se desvaneciera, pero Kingston logró regresar y atrapar a Tursas para ganar el torneo cibernético 2010. El 13 de marzo de 2011, en Brooklyn, Nueva York , Castagnoli derrotó a Kingston, después de golpearlo con una cadena, en un partido de rencor durante quince meses. El siguiente septiembre, Kingston realizó su primera gira por Japón, con la promoción Osaka Pro Wrestling, que tenía una relación de trabajo con Chikara. Durante el recorrido, Kingston se asoció con el villano Joker estable.
De mayo a octubre de 2011, Kingston participó en 12 Large: Summit, un torneo utilizado para determinar el primer Gran Campeón de Chikara . Kingston terminó ganando su bloque del torneo con un récord de cuatro victorias y una derrota para establecer un partido final con el ganador del otro bloque, Mike Quackenbush. El 13 de noviembre en el primer pago por visión de Internet de Chikara, High Noon , Kingston derrotó a Quackenbush para convertirse en el primer Gran Campeón de Chikara. El 26 de febrero de 2012, Kingston hizo su primera defensa del Gran Campeonato, derrotando a Vin Gerard , con quien había desarrollado una rivalidad durante el 12 Grande: Cumbre . El 25 de marzo, Kingston derrotó a Brodie Lee en su segunda defensa del título. Kingston hizo su tercera defensa del título exitosa el 28 de abril, derrotando a Kevin Steen por descalificación en un partido interpromotional entre Chikara y Ring of Honor. Kingston siguió haciendo defensas de título exitosas contra Jigsaw el 20 de mayo en el evento del décimo aniversario de Chikara, Dasher Hatfield el 24 de junio y Sara Del Rey el 28 de julio. El 15 de septiembre, durante la segunda noche del Rey 2012 de Trios , Kingston hizo su séptima defensa exitosa del título contra el representante de Osaka Pro Wrestling, Tadasuke. Luego, Kingston fue atacado por Tim Donst. El 18 de noviembre, Kingston lideró un equipo para enfrentar al Equipo Steen en el noveno torneo anual cibernético  . Después de que Kingston logró eliminar a Steen, Tim Donst lo cubrió para la victoria. El 2 de diciembre, Kingston derrotó a Donst en el evento principal del tercer pago por visión de Internet de Chikara, Under the Hood, para retener el Gran Campeonato por octava vez. La novena defensa exitosa de Kingston tuvo lugar durante el primer fin de semana de 2013 de Chikara el 10 de febrero, cuando derrotó a Kevin Steen. Kingston estaba programado para defender su título contra Green Antel 9 de marzo, pero terminó sin mostrar el evento. Kingston luego reveló que se había emborrachado la noche anterior, golpeó un espejo en su habitación de hotel y se lastimó un tendón en la mano. El 6 de abril, Kingston derrotó a Hallowicked por su décima defensa exitosa del Gran Campeonato. Durante el fin de semana del 3 y 4 de mayo, Kingston hizo dos defensas de título más exitosas contra Green Ant y Mark Angelosetti. La decimotercera defensa exitosa de Kingston tuvo lugar el 18 de mayo contra Archibald Peck. La decimocuarta defensa de Kingston el 2 de junio en Aniversario: Never Compromiseterminó en controversia, cuando, al igual que su rival Ícaro le había encerrado en un asimiento de la sumisión, el anillo fue atacado por un grupo llamado "Seguridad Cóndor", terminando el partido en una ninguna competencia.
Después de un paréntesis de un año, Chikara regresó el 25 de mayo de 2014, con You Only Live Twice , donde Kingston perdió el Gran Campeonato ante Ícaro, terminando su reinado de dos años y medio. Después, Kingston se volvió rudo y se unió al establo de Flood para recuperar el Gran Campeonato. La alianza, sin embargo, fue de corta duración con Kingston encendiendo el Flood el 21 de septiembre. Esto llevó a una rivalidad entre Kingston y el segundo al mando de Flood, Jimmy Jacobs , que culminó el 6 de diciembre en Tomorrow Nunca muere , donde Kingston derrotó a Jacobs en un partido de rencor. [36]

### Combat Zone Wrestling (2004–2012)
Kingston se unió a Combat Zone Wrestling (CZW) y fue colocado casi de inmediato en el papel de ejecutor y portavoz de la facción BLKOUT. Kingston y su compañero miembro de BLKOUT, Joker, ganaron el Campeonato Mundial por Parejas CZW de los Kings of Wrestling (Chris Hero y Claudio Castagnoli) el 11 de febrero de 2006, en Seven Years Strong: Settling The Score. Siete meses después, el 9 de septiembre, Kingston derrotó a Chris Hero para ganar el Campeonato Mundial Peso Pesado de CZW después de una larga disputa. Como resultado de ganar el Campeonato del Mundo CZW, BLKOUT dejó vacante el campeonato de parejas y los Kings of Wrestling los ganaron en un torneo, pero fueron atacados por BLKOUT después. Después de una exitosa defensa del título mundial contra Justice Pain en Night of Infamy 5 , debido a que Hero interfirió y golpeó accidentalmente a Pain, Kingston perdió el título ante Pain en un combate de eliminación a tres bandas , que también involucró a Hero. Kingston fue eliminado primero, después de sufrir una fractura de tobillo legítima , después de estropear un telón de fondo. 
En el siguiente espectáculo, Hero retó a Kingston a un partido de Loser Leaves Town cuando regresó. En su partido de regreso en Redemption el 10 de marzo de 2007, Kingston derrotó a Hydra. El 7 de abril, en Out With the Old, In With the New, Kingston derrotó a Hero en un partido de Loser Leaves Town. Después del partido, el propietario de CZW, John Zandig, fue al ring y despidió públicamente a Kingston por "mala conducta continua". Muchos sospecharon que esto era un ángulo, pero luego se descubrió que era legítimo. Kingston lanzó una entrevista pública en YouTube para discutir el asunto, pero las imágenes se eliminaron solo unas horas después.
Kingston no apareció en CZW durante casi un año después de esto, pero finalmente regresó a las Resoluciones de Año Nuevo el 12 de enero de 2008, en el evento principal del Campeonato Mundial Pesado CZW. Kingston regresó a Combat Zone Wrestling el 14 de febrero de 2009, en su décimo aniversario, en un esfuerzo por perder ante el campeón mundial de peso pesado CZW Drake Younger en un combate a muerte sin alambre de púas. Kingston y Younger derrotaron a The Best Around (TJ Cannon y Bruce Maxwell) el 10 de abril de 2010, para ganar el CZW World Tag Team Championship. Después de una exitosa defensa del título el 12 de junio contra Cult Fiction (Brain Damage and Masada), Kingston arrojó su cinturón del Campeonato Mundial por Parejas y una vez más abandonó CZW. El reinado del título de Kingston terminó oficialmente el 10 de julio, cuando el propietario de CZW, DJ Hyde, lo despojó a él y a Younger del título. 

### Pro Wrestling Guerrilla (2007–2008)
El 11 de noviembre de 2007, Kingston debutó en Pro Wrestling Guerrilla (PWG) como el misterioso compañero de equipo de Human Tornado. Anteriormente se reveló que el oponente de Tornado, Chris Hero, también había elegido a Kingston como su compañero, pero Kingston había decidido ponerse del lado de Tornado. Kingston y Tornado perdieron una partida de Handicap contra Hero a través de una descalificación causada por Claudio Castagnoli. Después del partido, los tres hombres atacaron colectivamente a Hero y mostraron signos de la formación de un nuevo está lo.
El 5 de enero de 2008, Tornado, Castagnoli y Kingston derrotaron a la unidad de tres personas de Hero, Necro Butcher y el entonces ayuda de cámara de Hero, Candice LeRae, en un combate sin descalificación. Los establos competidores tendrían una variedad de partidos entre sí durante todo el año, con varios miembros enfrentados uno a uno. Como equipo, Kingston y Castagnoli también estuvieron involucrados en una breve pelea contra The Dynasty (Joey Ryan y Scott Lost), que comenzó cuando interfirieron en un partido del Campeonato Mundiales en Parejas de PWG entre The Dynasty y los retadores de los hermanos Briscoe.(Jay y Mark Briscoe) el 7 de mayo. Se reservó un partido por el título entre Castagnoli y Kingston y The Dynasty en dos shows consecutivos, que Kingston perdió. Poco después de perderse el segundo evento, el nombre de Kingston fue eliminado de la página de la lista.
El 30 de agosto, se anunció que Kingston regresaría para el All Star Weekend VII. En la primera noche, compitió en un partido de cuatro bandas para el PWG World Championship ; Los participantes incluyeron a Necro Butcher, el ex campeón Low Ki y el campeón defensor Hero, quien fijó a Kingston para retener. Después del partido, Kingston asaltó a Hero, obligando a los oficiales de PWG a separarlos. En la segunda noche , Kingston fue derrotado por Necro Butcher en un partido de Necro Butcher Rules. 

### Independent Wrestling Association Mid-South (2004–2008)
Kingston ha aparecido de vez en cuando para la Independent Wrestling Association Mid-South desde 2004. Durante ese año, la mayor parte de su actividad consistió en etiquetar a Marciano como los comodines. El dúo ganó el Campeonato IWA Mid-South Tag Team una vez, y los defendió con éxito en numerosas ocasiones. Sin embargo, después de la jubilación de Marciano, el trabajo de Kingston en el Medio Sur involucró principalmente enfrentamientos uno a uno, incluida una larga disputa contra Ian Rotten . También reavivó su enemistad con Hero durante el Ted Petty Invitational de 2007, y en la última noche del torneo, Kingston derrotó a Hero en un combate de Last Man Standing , que se considera el partido del año 2007 de la compañía.
El 7 de diciembre de 2007, Kingston ganó un partido eliminatorio de cuatro vías contra Hero, el entonces campeón Quackenbush, y Chuck Taylor para ganar el Campeonato de Peso Pesado Mid-South IWA. El 11 de abril de 2008, Kingston no se presentó a un evento programado, lo que resultó en que el dueño de IWA Mid-South Ian Rotten lo despojara del campeonato. Rotten le dijo a la multitud que Kingston estaba "pasando por algunos problemas personales", pero que sería bienvenido nuevamente a la promoción una vez que actuaran juntos. Kingston participó en el torneo Ted Petty Invitational de 2008, derrotando a Necro Butcher en la primera ronda de Night One, pero perdiendo ante Sami Callihan en los cuartos de final. 

### Ring of Honor (2006–2014)
Kingston hizo su primera aparición en Ring of Honor en Death Before Dishonor IV el 15 de julio de 2006, como el quinto miembro del Equipo CZW en el combate Cage of Death, que el Equipo CZW perdió. 
La siguiente aparición de Kingston fue el 14 de marzo de 2008, cuando apareció en la audiencia durante un partido entre The Vulture Squad y Austin Aries y Bryan Danielson. Durante el partido, Kingston hostigó a Ruckus, miembro de The Vulture Squad en ROH y compañero estable de Kingston en BLKOUT en otras promociones, y afirmó que estaría en Filadelfia el 16 de marzo de 2008 durante el pago por evento Take No Prisoners de ROH. Durante la parte del programa sin pago por evento, Kingston, Sabian y Robbie Morino de BLKOUT se pelearon con Jigsaw y Julius Smokes de The Vulture Squad, mientras Ruckus intentó contener a ambas facciones.
En junio se anunció que BLKOUT planeaba interrumpir la grabación de pago por visión de ROH, Respect is Earned II, el 7 de junio. El Escuadrón Buitre respondió con Jigsaw desafiando a Kingston a enfrentarlo en un combate. Kingston apareció con BLKOUT, pero no pudo derrotar a Jigsaw, mientras Ruckus nuevamente trató de calmar sus dos establos.
Kingston luchó en las grabaciones de Ring of Honor Wrestling el 1 de marzo de 2009 en Filadelfia, derrotando a Sami Callihan. Kingston luego apareció en el videocable ROH del 18 de marzo, y poco después volvió a desarrollar su enemistad con Chris Hero. El 19 de diciembre de 2009, en Final Battle 2009, el primer pago en vivo de ROH, Kingston derrotó a Hero en un combate de "Lucha sin honor" para ganar el feudo. 
Kingston regresó a ROH el 4 de marzo de 2012, en el décimo Aniversario, donde representó a Chikara como el Gran Campeón y tuvo una confrontación con Kevin Steen. Esto llevó a un gran campeonato en Chikara, donde Kingston derrotó a Steen por descalificación. Kingston regresó a ROH en las grabaciones del 29 de junio de Ring of Honor Wrestling, salvando a Mike Mondo de Steen y Jimmy Jacobs. Luego pasó a desafiar sin éxito a Steen por el Campeonato Mundial de ROH el 11 de agosto en Boiling Point.
El 17 de agosto de 2013, Kingston regresó a ROH, formando un nuevo equipo de etiqueta con Homicide. En su partido de regreso, los dos derrotaron a Marshall Law (QT Marshall y RD Evans). Después del evento principal de la noche, Kingston y Homicide atacaron a los nuevos Campeones del Equipo de Etiqueta Mundial de ROH, reDRagon (Bobby Fish y Kyle O'Reilly), antes de anunciar su intención de eliminar el "ROH corporativo" y revelar el nombre de su equipo como "Outlaw Inc.". Kingston y Homicide, sin embargo, afirmaron que habían venido a ROH para ayudar a Match Maker Nigel McGuinness y sacar a aquellos que sentían que eran malos para la promoción. Como parte del truco, Kingston y Homicide usaban trajes y seguían el Código de Honor. Después de derrotar a The American Wolves (Davey Richards y Eddie Edwards) el 16 de noviembre, Outlaw Inc. fueron nombrados los próximos retadores para el Campeonato Mundiales en Parejas de ROH. Outlaw Inc. recibió su oportunidad por el título el 14 de diciembre en Final Battle 2013, pero fueron derrotados por reDRagon. Después del partido, Kingston y Homicide anunciaron que ya no iban a jugar según las reglas de ROH. Las últimas apariciones en ROH de Kingston fueron en la primavera de 2014. Después de que Homicide y Eddie saltaron a Kevin Steen y Cliff Compton durante su combate No DQ, se anunció un combate por equipos. Este tag tag vio Outlaw inc. perdiendo y nunca más fueron vistos.

### Jersey All Pro Wrestling
Kingston es un habitual en la organización Jersey All Pro Wrestling (JAPW) con sede en Nueva Jersey. Después de ganar un partido número uno de contendientes el 24 de febrero, Kingston derrotó a Bandido, Jr. el 28 de febrero en Jersey City Rumble de JAPW para ganar el JAPW New Jersey State Championship. Tendría el título por poco más de dos meses antes de perderlo ante Archadia. El 23 de enero de 2010, en el 12º Aniversario de JAPW, Kingston tuvo su mayor partido hasta la fecha en la promoción, desafiando sin éxito a Dan Maff por el Campeonato de Peso Pesado de JAPW. Kingston regresó a JAPW el 14 de abril de 2012, cuando él y Homicide derrotaron a Philly's Most Wanted (Blk Jeez y Joker) para ganar el vacante JAPW Tag Team Championship.

### Total Wrestling Action Wrestling / Impact Wrestling (2016–2017)
Kingston fue revelado como miembro de la pandilla enmascarada Death Crew Council (DCC) en el episodio del 10 de noviembre de 2016 de Impact. El DCC hizo su debut en la Zona de Impacto en el episodio del 20 de octubre de Impact Wrestling, cuando atacaron al Tribunal, luego de la derrota de este último ante los Campeones del Equipo de Etiqueta Mundial de TNA, The Broken Hardys. El DCC continuó su asalto a los luchadores de TNA, atacando a Robbie E y Grado en el episodio del 27 de octubre de Impact Wrestling. En el episodio del 3 de noviembre de Impact Wrestling, el DCC atacó a los Tag Champions. Cuando la facción se iba, los Hardys los desafiaron a un combate inmediato y arriesgaron sus títulos; si este fue un partido de handicap o no y cuál fue su resultado oficial nunca se ha especificado. El partido se convirtió en una pelea entre bastidores durante la cual Matt Hardy sufrió amnesia después de que uno de los miembros del DCC lo derribó de un montacargas. El DCC se desenmascaró en el siguiente episodio de Impact Wrestling después de presentar al campeón mundial de peso pesado de TNA Eddie Edwards después de su exitosa defensa del título contra Eli Drake. En el episodio del 17 de noviembre de Impact Wrestling, Kingston hizo su debut en el ring de Impact haciendo equipo con Storm y Bram para derrotar a Edwards y Hermano Nero en un combate de desventaja 3-2 sin descalificación. En el episodio del 1 de diciembre de Impact Wrestling Kingston y Bram se enfrentaron a The Broken Hardys para el TNA Tag Team Championship, pero finalmente fueron derrotados. Bram y Kingston se enfrentarían a Decay en un esfuerzo perdedor, después de que James Storm atacara a Abyss, lo que resultó en una descalificación. En Genesis, los DCC fueron derrotados por Decay y The Broken Hardys en un equipo de tres bandas, por lo que no ganaron su Campeonato Mundial por Equipos de Etiqueta TNA. En el episodio del 19 de enero de Impact Wrestling, Bram y Kingston compitieron en la primera Carrera por el Caso, capturando el maletín amarillo cuando Kingston lo quitó de las manos de Jessie Godderz y lo puso en manos de Bram, luego se enteró de que tenían el lugar número 2 para el 2 de febrero Open Fight Night episodio de Impact Wrestling. En el episodio del 2 de febrero de Impact Wrestling, el DCC usó su maletín Race for the Case para llamar y derrotar a Decay en un combate Fall Count Anywhere. Al final del espectáculo, atacarían Ethan Carter III después de su partido contra Eli Drake, solo para atacarlo a él y a su guardaespaldas Tyrus después. En el episodio del 9 de febrero de Impact Wrestling, el DCC derrotó a Eli Drake y Tyrus en un combate de handicap.
En el episodio del 6 de abril de Impact Wrestling, Kingston y Bram interrumpieron a James Storm expulsándolo del DCC después de que Kingston escupiera en la cara de Storm y Storm expulsara a ambos muchachos con superkicks. Kingston volvería a Global Force Wrestling, en el que estuvo involucrado en un Gauntlet de 20 hombres para el partido de oro para el Campeonato Mundial de Impacto vacante que no tuvo éxito. El 4 de octubre de 2017, Kingston anunció su salida de Impact Wrestling.

### Regreso a Impact Wrestling (2018)
En el episodio del 24 de mayo de 2018 de Impact, Kingston, ahora renombrado King, regresó como miembro de The Latin American Xchange (LAX). Después de que el líder del grupo Konnan fue atacado, y Homicide y Diamante desaparecieron en acción, King asumió el liderazgo de la facción y guio a Ortiz y Santana a ser campeones de equipo. En junio, Konnan y Diamante regresaron, ambos mostrando sospecha sobre la participación de King con el grupo. En el episodio del 5 de julio de Impact, los exmiembros de LAX Homicide y Hernández regresaron y atacaron a LAX. El grupo más tarde se hizo conocido como "The OGz". En el límite de la gloriael 14 de octubre, The OGz perdió contra LAX en un combate de Jungle Death de Concrete. Después de varias semanas, King se mudó a la sección de exalumnos.

### Otras promociones (2011-presente)
Durante 2011, Kingston trabajó para la promoción de la Federación de Lucha Urbana (UWF) recién fundada. El 23 de junio de 2013, Kingston y Homicide fueron derrotados por The Steiner Brothers (Rick y Scott) en House of Hardcore 2. En el siguiente evento el 9 de noviembre, fueron derrotados por Devon y Matt Hardy. 
El 29 de septiembre de 2016, Kingston formó parte de un grupo de unos 40 luchadores invitados a una prueba de la WWE en su Centro de rendimiento. Kingston perdió contra Bull Dempsey el 26 de enero de 2018 en House of Hardcore 37. El 9 de septiembre de 2018 Kingston perdió contra Brody King en Vision Quest de PCW Ultra en Wilmington, CA.

### National Wrestling Alliance (2019)
Kingston debutó para la National Wrestling Alliance (NWA) en sus grabaciones televisivas el 30 de septiembre para NWA Power. En las grabaciones, formó una alianza con Homicide, peleándose con The Wild Cards y The Dawsons sobre el Campeonato Mundial de Parejas NWA.

### All Elite Wrestling (2020-presente)
El 22 de julio de 2020, Kingston debutó para All Elite Wrestling en AEW Dynamite perdiendo en un combate sin descalificación para el Campeonato AEW TNT contra Cody. El 31 de julio, se anunció que Kingston había firmado con AEW.
El 23 de septiembre del 2020 en AEW Dynamite, Kingston retó a Jon Moxley por el AEW World Championship, pero perdió en el intento. Luego el 7 de noviembre en Full Gear Eddie volvió a retar sin éxito, en esta ocasión con la estipulación I Quit. Al tiempo que Moxley perdía el título con Kenny Omega, comenzó a hacer equipo con Kingston. Tras una considerable racha de victorias, ambos retaron por los AEW World Tag Team Championships a los Young Bucks. No obstante, cayeron ante los hermanos campeones el 30 de mayo de 2021, en Double Or Nothing. Eddie volvió a retar a los Young Bucks por los títulos, aunque esta vez haciendo equipo con Penta El Zero Miedo. Retaron con una estipulación Street Fight, pero fracasaron en el AEW Dynamite del 30 de junio.
Desde su debut, Eddie ha ido alternando apariciones entre AEW Dynamite, AEW Rampage, AEW Dark y Dark Elevation. Mientras que pierde a menudo en Dynamite o Rampage, en los Darks (shows menos importantes para AEW) lo normal es que gane y de manera dominante. Como el 26 de julio de 2021, cuando derrotó a Serpentico en una lucha del programa Dark Elevation.
El 5 de septiembre del 2021 en All Out, Kingston retó a Miro por el TNT Championship, aunque sin éxito. El 22 de ese mismo mes se celebró AEW Grand Slam. En un combate transmitido el día 24 en Rampage, Eddie y Moxley derrotaron en un Lights Out match a Minoru Suzuki y Lance Archer. Eddie Kingston participó en el torneo para determinar al nuevo retador para el AEW Championship, el cual se celebró entre octubre y noviembre del 2021. Kingston derrotó en la primera ronda a Archer, en el AEW Dynamite celebrado el 23 de octubre. Luego en el AEW Rampage grabado el 27 y transmitido el 29, Kingston cayó en las semifinales ante Bryan Danielson.

## Campeonatos y logros

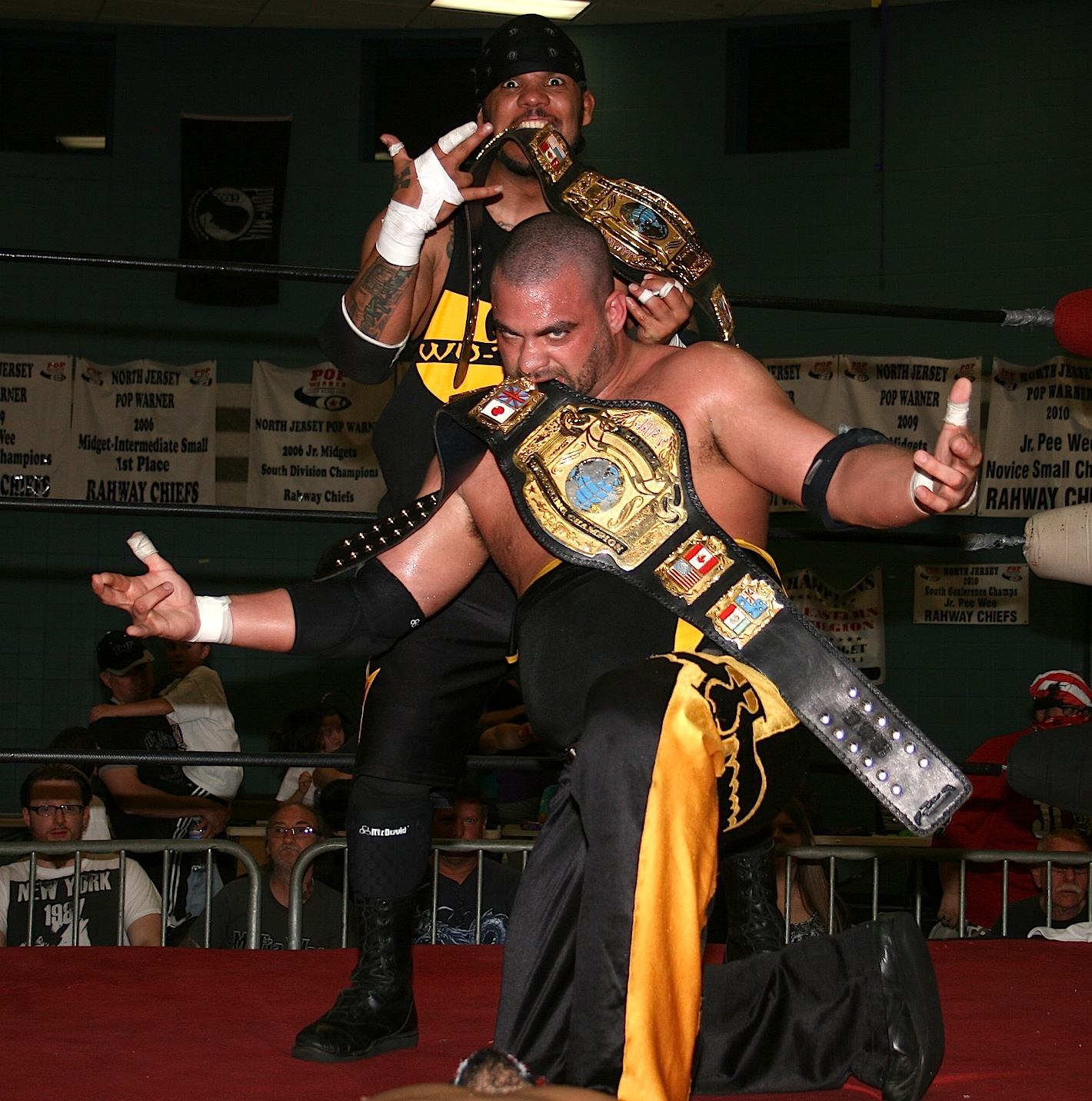
Kingston y Homicide como JAPW Tag Team Champions en abril de 2012.

- All American Wrestling / AAW: Professional Wrestling Redefined
  - AAW Heavyweight Championship (2 veces)[10][11]
  - AAW Tag Team Championship (1 vez) - con David Starr y Jeff Cobb[12]
- All Elite Wrestling/AEW
  - AEW Continental Championship (1 vez, inaugural)
  - AEW Continental Classic (2023)
- American Championship Entertainment
  - ACE Diamond Division Championship (1 vez)[13]

- Chikara
  - Chikara Grand Championship (1 vez)
  - 12 Large: Summit (2011)
  - Torneo Cibernético  (2010)

- Combat Zone Wrestling
  - CZW World Heavyweight Championship (1 vez)
  - CZW World Tag Team Championship (2 veces) – con Joker (1) y Drake Younger (1)

- DDT Pro-Wrestling
  - Ironman Heavymetalweight Championship (1 vez)[14]

- EGO Pro Wrestling
  - EPW Heavyweight Championship (1 vez)

- Evolve
  - Evolve Tag Team Championship (1 vez) - con Joe Gacy[15]

- Glory Pro
  - Crown of Glory Championship (1 vez, actual)[16]

- Independent Wrestling Association Mid-South
  - IWA Mid-South Heavyweight Championship (1 vez)[17]
  - IWA Mid-South Tag Team Championship (2 veces) – con BlackJack Marciano (1) y Homicide (1)[18]
  - Revolution Strong Style Tournament (2006)

- Jersey All Pro Wrestling
  - JAPW New Jersey State Championship (1 vez)[19]
  - JAPW Tag Team Championship (1 vez, actual) – con Homicide[20]

- New Japan Pro Wrestling
  - NJPW Strong Openweight Championship (1 vez)

- Ring of Honor
  - ROH World Championship (1 vez)

- Top Rope Promotions
  - TRP Heavyweight Championship (1 vez)

- World Star Wrestling Federation
  - WSWF Heavyweight Championship (1 vez)

- Other titles
  - ICW/ICWA Tex-Arkana Television Championship (1 vez)

- Pro Wrestling Illustrated
  - Clasificado en el puesto n.º 471 en los PWI 500 de 2004[21]
  - Clasificado en el puesto n.º 410 en los PWI 500 de 2005[22]
  - Clasificado en el puesto n.º 375 en los PWI 500 de 2006[23]
  - Clasificado en el puesto n.º 339 en los PWI 500 de 2007[24]
  - Clasificado en el puesto n.º 278 en los PWI 500 de 2008[25]
  - Clasificado en el puesto n.º 257 en los PWI 500 de 2009[26]
  - Clasificado en el puesto n.º 252 en los PWI 500 de 2010[27]
  - Clasificado en el puesto n.º 288 en los PWI 500 de 2011[28]
  - Clasificado en el puesto n.º 201 en los PWI 500 de 2012[29]
  - Clasificado en el puesto n.º 168 en los PWI 500 de 2013[30]
  - Clasificado en el puesto n.º 285 en los PWI 500 de 2014[31]
  - Clasificado en el puesto n.º 386 en los PWI 500 de 2015[32]
  - Clasificado en el puesto n.º 383 en los PWI 500 de 2016[33]
  - Clasificado en el puesto n.º 242 en los PWI 500 de 2017[34]
  - Clasificado en el puesto n.º 279 en los PWI 500 de 2018[35]
  - Clasificado en el puesto n.º 286 en los PWI 500 de 2019[36]
  - Clasificado en el puesto n.º 217 en los PWI 500 de 2020[37]
  - Clasificado en el puesto n.º 75 en los PWI 500 de 2021[38]
  - Clasificado en el puesto n.º 40 en los PWI 500 de 2022[39]
  - Clasificado en el puesto n.º 77 en los PWI 500 de 2023[40]
  - Clasificado en el puesto n.º 20 en los PWI 500 de 2024[41]

- Wrestling Observer Newsletter
  - Lucha de 5 estrellas (2022) con The Blackpool Combat Club (Bryan Danielson & Jon Moxley), Santana & Ortiz vs. The Jericho Appreciation Society (Chris Jericho, Jake Hager, Daniel Garcia, Matt Menard & Angelo Parker) en Double or Nothing el 29 de mayo

## Luchas de apuestas
| Ganador (apuesta     | Perdedor (apuesta)                         | Ubicación            | Evento                                    | Fecha              | Notas             |
| -------------------- | ------------------------------------------ | -------------------- | ----------------------------------------- | ------------------ | ----------------- |
| Gran Akuma (máscara) | Eddie Kingston & BlackJack Marciano (pelo) | Emmaus, Pennsylvania | Aniversario 3: Dodging the Sophomore Jinx | 22 de mayo de 2004 | [ Nota 1 ] [ 42 ] |